# پریستلی فرکورسون
پریستلی فرکورسون (انگلیسی: Priestley Farquharson؛ زادهٔ ۱۵ مارس ۱۹۹۷) بازیکن فوتبال است.
وی همچنین در تیم ملی فوتبال ساحلی انگلستان بازی کرده‌است.